# Guido Sampieri
Guido Sampieri detto Fulmine (Lucignano d'Arbia, 29 novembre 1883 – Siena, 30 aprile 1925) è stato un fantino italiano.
Figlio di Genesio Sampieri detto Il Moro (quattro vittorie a Siena nell'Ottocento) e di professione treccolone, Fulmine ha disputato il Palio di Siena in ventuno occasioni, riuscendo a vincere all'esordio: il 16 agosto 1905 per la Torre.

## La vittoria
La sua unica vittoria si concretizzò dopo un lungo scontro a colpi di nerbate con Picino, fantino del Montone. Fulmine, partito dietro il rivale, mantenne la seconda posizione fino al terzo San Martino: solo in quel punto riuscì a liberarsi della morsa di Picino, concludendo da vincitore il suo Palio d'esordio.

## Presenze al Palio di Siena
Le vittorie sono evidenziate ed indicate in neretto.
| Palio             | Contrada     | Cavallo                          |
| ----------------- | ------------ | -------------------------------- |
| 16 agosto 1905    | Torre        | Gobba                            |
| 16 agosto 1908    | Onda         | Baio di L. Franci                |
| 4 luglio 1909     | Giraffa      | Stornino                         |
| 16 agosto 1909    | Civetta      | Baio di G. Pianigiani            |
| 17 agosto 1909    | Torre        | Gobba                            |
| 3 luglio 1910     | Onda         | Calabresella                     |
| 16 agosto 1910    | Giraffa      | Stornino                         |
| 13 settembre 1910 | Giraffa      | Grigio di F. Bernini             |
| 2 luglio 1911     | Istrice      | Baio di A. Forni                 |
| 2 luglio 1913     | Leocorno     | Baio di S. Forni                 |
| 17 agosto 1913    | Aquila       | Stornino                         |
| 25 settembre 1913 | Valdimontone | Baio di G. Squarci               |
| 2 luglio 1914     | Civetta      | Morello di L. Franci             |
| 16 agosto 1914    | Civetta      | Grigio di A. Rosi                |
| 2 luglio 1919     | Lupa         | Grigio di R. Parri               |
| 16 agosto 1919    | Drago        | Sauro di A. Mecacci              |
| 17 agosto 1919    | Civetta      | Grigio di M. Busisi              |
| 2 luglio 1921     | Giraffa      | Grigio di G. Pianigiani          |
| 16 agosto 1921    | Selva        | Grigio di G. Pianigiani (scosso) |
| 2 luglio 1922     | Pantera      | Crognolo                         |
| 2 luglio 1924     | Chiocciola   | Fiorello                         |